# Patrícia Godoy
Patrícia Godoy é uma locutora paulista. Trabalha como atriz desde os 15 anos, quando começou a fazer comerciais, gravar jingles e dublar vozes. Ela também já participou de novelas e apresentou até telejornais no SBT, entre eles o “Aqui Agora”. Atualmente sua principal ocupação é como locutora de comerciais. As mensagens de ligação a cobrar no Brasil foram gravadas com a voz de Patrícia.

## Carreira
Televisão
- Aqui Agora[1]
- Iaiá Garcia (1982)
- Jogo do Amor
- Domingo Espetacular

Publicidade
- Desodorante Axe
- Fraldas Turma da Mônica
- revista Claudia
- Brastemp
- Clight
- Revlon
- Wickbold
- Yopa Mega Sorvete
- revista Nova
- Hering
- Bradesco
- Telefónica
- TAM
- Eletropaulo
- General Motors
- Visanet